# 嚴正邦
嚴正邦（1560年—1605年），字範先，號一醇，浙江湖州府歸安縣人，民籍，明朝政治人物。

## 生平
萬曆十三年（1585年）乙酉科浙江鄉試第四名，萬曆十四年（1586年）丙戌科會試一百三十三名，登三甲第二百七十四名進士。吏部观政，十六年八月授太常寺博士，十八年七月丁憂。二十二年補南京太常寺博士，丁憂。二十六年補原职，二十九年升刑部主事，三十二年升员外郎，历官刑部郎中，三十三年三月升江西广信府知府，本年卒。

## 家族
曾祖嚴宇；祖父嚴茹；父嚴而泰，曾任□官。前母王氏；母錢氏。具庆下。兄正恩、正心，俱庠生；正名、正位（儒士）、正蒙（庠生）。弟正意、正憲。